# 마쓰야마정 (나라현)
마쓰야마정(松山町)은 1942년까지 나라현 우다군에 있던 정이다. 현재의 우다시에 해당한다.

## 역사
- 1889년 4월 1일 - 정촌제 시행에 의해 우다군 마쓰야마정이 성립하였다.
- 1942년 2월 11일 - 간베촌, 세이지촌, 요시노군 가미류몬촌과 신설합병해 오우다정이 성립하여, 동일 마쓰야마정은 소멸하였다.